# Sojuz TMA-14M
Sojuz TMA-14M – misja załogowa statku Sojuz do Międzynarodowej Stacji Kosmicznej przewożąca trójkę członków Ekspedycji 41. i 42. Był to 123. lot kapsuły Sojuz, 40. na MSK.
Start odbył się 25 września 2014 r.o 20:25 UTC na kazachskim kosmodromie Bajkonur, cumowanie do stacji nastąpiło przed upływem sześciu godzin, o 02:11 UTC w piątek. Statek pozostał przycumowany w charakterze szalupy ratunkowej i statku powrotnego do końca ekspedycji 42., gdy odcumował z tą samą trójką załogi na pokładzie 11 marca 2015 r. Lądowanie nastąpiło 12 marca 2015 r. w Kazachstanie.
Jelena Sierowa jest pierwszą rosyjską astronautką od 1997 r. (po 17 latach przerwy), a czwartą w ogóle.

## Załoga

### Podstawowa
- Aleksandr Samokutiajew (2) – dowódca (Rosja)
- Jelena Sierowa (1) – inżynier pokładowy (Rosja)
- Barry Wilmore (2) – inżynier pokładowy (USA)

### Rezerwowa
- Giennadij Padałka (5) – dowódca (Rosja)
- Michaił Kornijenko (2) – inżynier pokładowy (Rosja)
- Scott J. Kelly (4) – inżynier pokładowy (Stany Zjednoczone|USA)

## Galeria

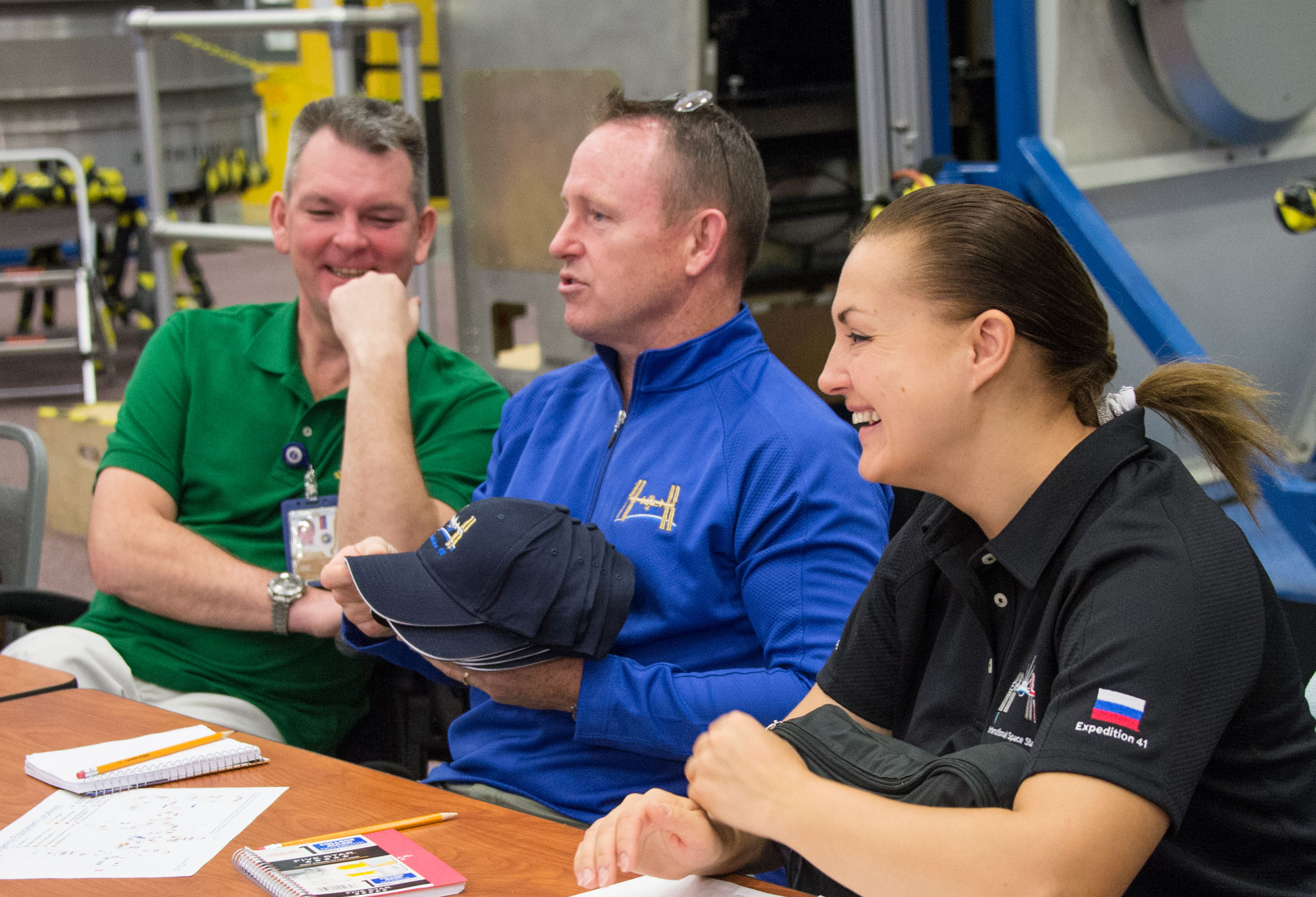
Załoga podczas treningu
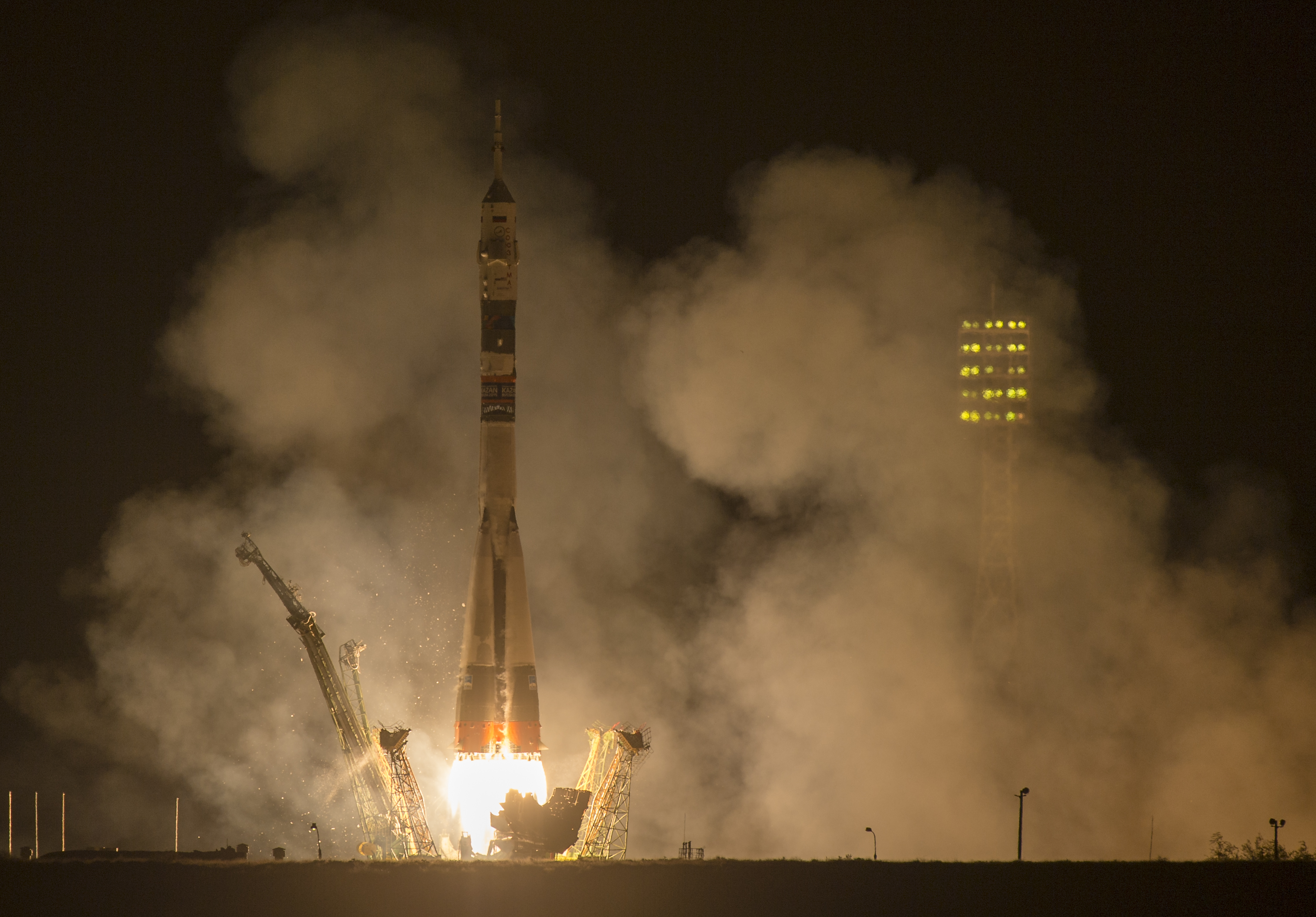
Start (25.10.2014)
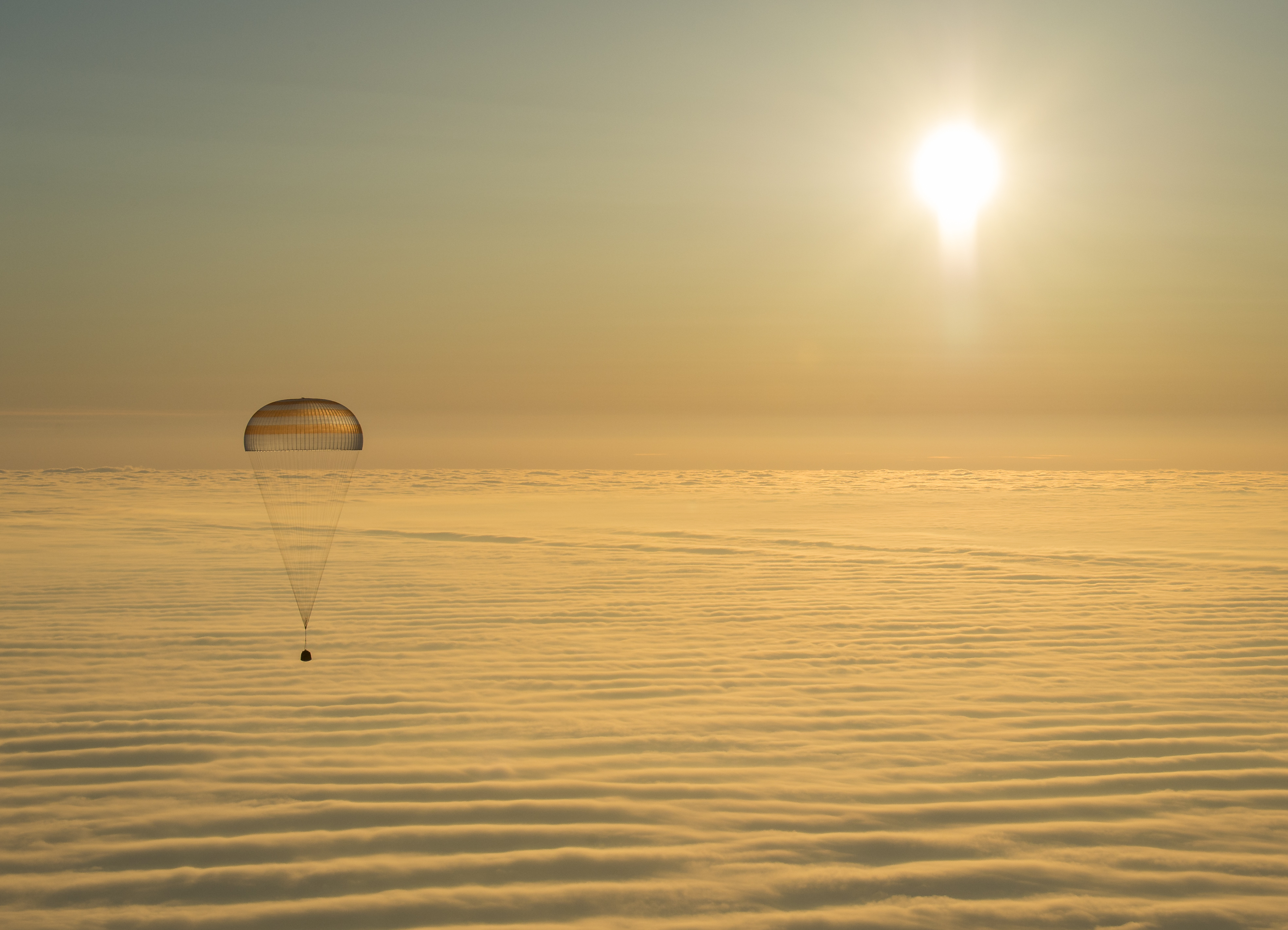
12 marca 2015 r., Sojuz TMA-14M na tle wschodu słońca nad Azją Środkową